# Шарантон (футбольний клуб)
«Шаранто́н» (фр. CAP Charenton) — французький футбольний клуб з міста Шарантон-ле-Пон, в департаменті Валь-де-Марн регіону Іль-де-Франс, заснований 1896 року. Володар Кубка Франції 1920 року. В даний час виступає на аматорському регіональному рівні.

## Історія
«Шарантон» був заснований в 1896 році на базі гімнастичного клубу Nationale de Saint-Mandé під назвою «Париж» (фр. FC Paris). У 1906 році клуб було перейменовано в СА (Париж) (фр. Cercle Athlétique de Paris, CAP). У 1920 році команда домоглася найгучнішого успіху — перемоги в Кубку Франції над «Гавром» з рахунком 2:1. Через 8 років «Шарантон» знову вийшов у фінал кубка, однак у цей раз програв 1:3 «Ред Стару».

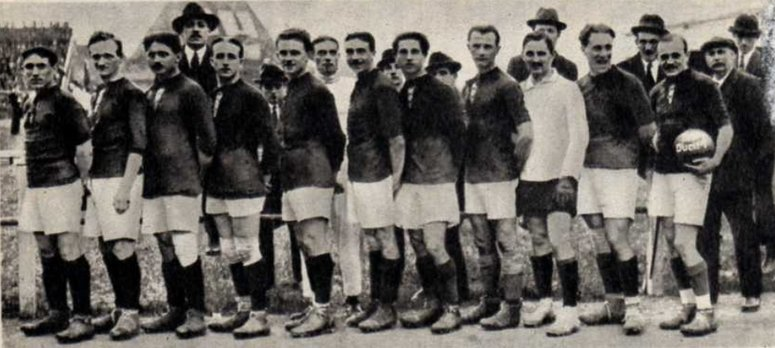
СА (Париж) у 1920 році.

У дебютному сезоні на професіональному рівні в 1932 році клубу вдається посісти 5-е місце в чемпіонаті. На наступний сезон клуб зайняв останнє 14-те місце і покидає вищий дивізіон. Команда продовжила брати участь у змаганнях у другому дивізіоні, поки в 1963 році не втратила професіональний статус.
У 1964 році «Cercle Athlétique de Paris» об'єднався з командою «Stade Olympique Charentonnais», отримавши нове ім'я — «Cercle Athlétique de Paris Charenton» («CAP Charenton»), але залишився брати участь у змаганнях на аматорському регіональному рівні, де і грає досі. У сезоні 2020/21 виступає в третій регіональній лізі (восьмий рівень).

## Досягнення
- Кубок Франції
  - Володар 1919/20
  - Фіналіст: 1927/28
- Чемпіонат Парижу
  - Переможець: 1927